# Aleksiej Stolarow
Aleksiej „Lexus” Stolarow (ros. Алексей Столяров; ur. 16 września 1987 w Swierdłowsku) – rosyjski komik.
Rozgłos zyskał w 2012 r., kiedy próbował w rozmowie telefonicznej sprowokować Borisa Bieriezowskiego do dyskusji na temat finansowania protestów ogólnorosyjskich.
Prowadził rozmowy z wieloma osobami ze świata polityki i kultury, znaleźli się wśród nich m.in.: Petro Poroszenko, Recep Erdogan, John McCain, Michaił Gorbaczow, Ihor Kołomojski, Witalij Kliczko, Elton John.